# Andrew William Mellon
Andrew William Mellon (24. března 1855 Pittsburgh – 26. srpna 1937 New York) byl americký bankéř, obchodník, průmyslník, sběratel umění a filantrop. V letech 1921–1932 zastával funkci ministra financí USA a poté byl americkým velvyslancem ve Velké Británii.

## Život
Andrew Mellon pocházel z rodiny bankéře a soudce Thomase Mellona, který byl skotsko-irský imigrant. Studoval na Universitě v Pittsburgu, ale studia nedokončil a už v 17 letech začal samostatně podnikat se dřevem a uhlím. Od roku 1880 byl partnerem v bance T. Mellon & Sons (později Mellon Financial) a o dva roky později banku převzal. Zapojil se do průmyslového podnikání v těžbě ropy, ocelářství, stavbě lodí a stavebnictví. Byl partnerem velkých podniků, které produkovaly hliník (Aluminum Company of America), brusné materiály (Carborundum Company) a založil celé odvětví průmyslu na zpracování uhlí na koks, svítiplyn a produkci síry. Ve 20. letech byl po Johnu D. Rockefellerovi a Henry Fordovi třetím nejbohatším člověkem v USA. Po dobu deseti let byl Ministrem financí USA. Po vypuknutí hospodářské krize se stal nepopulárním. Přijal pak na jeden rok místo velvyslance ve Velké Británii a roku 1933 odešel do soukromí. Zemřel v New Yorku roku 1937.

### Rodina
Andrew Mellon se oženil ve svých 45 letech s dvacetiletou dcerou Alexandra P. McMullena, hlavního akcionáře pivovaru Guinness, v roce 1900. Z manželství se narodila dcera Alisa (1901) a syn Paul (1907) ale roku 1912 se manželé rozvedli.

### Filantropie

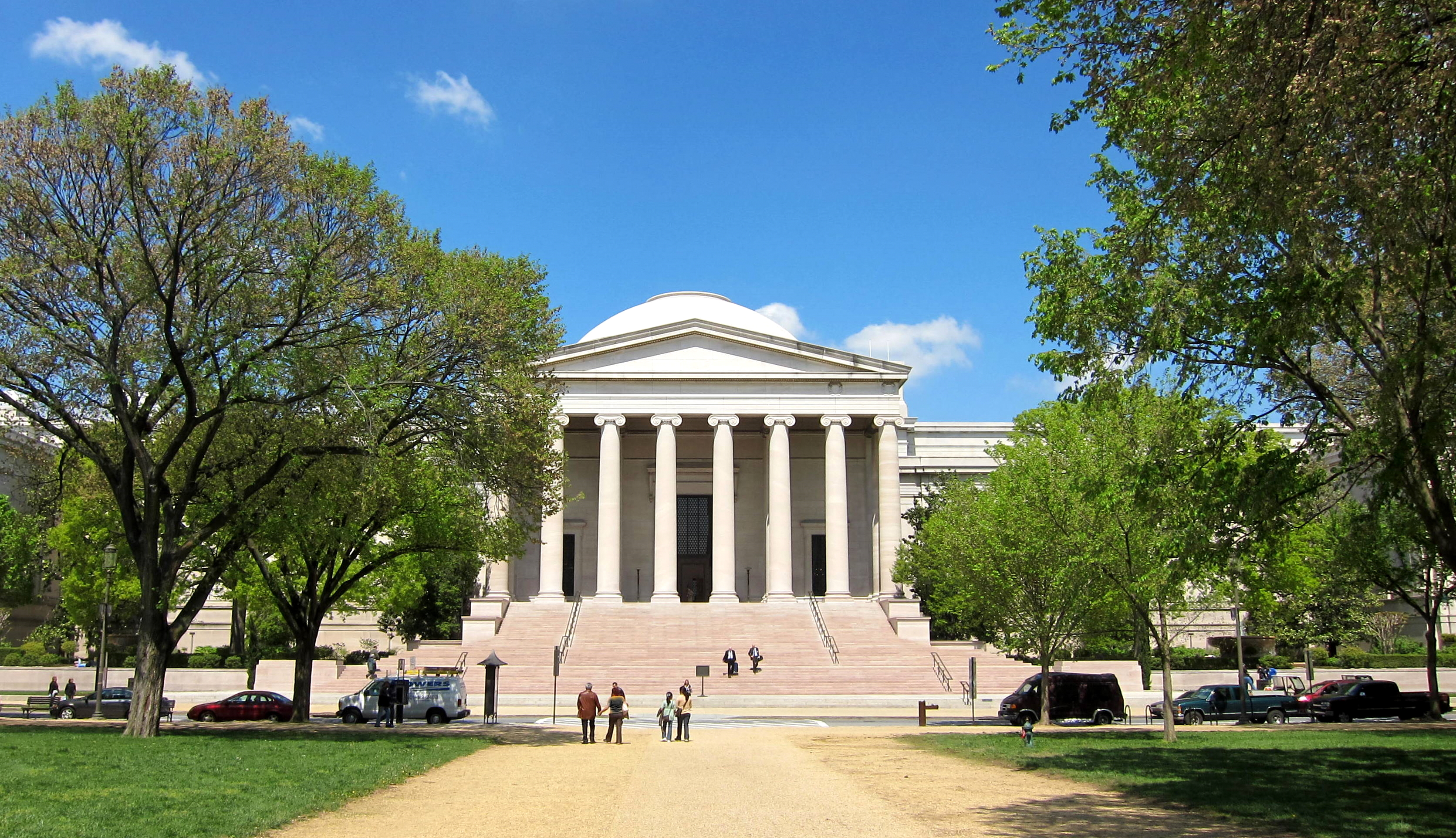
National Gallery of Art, Washington

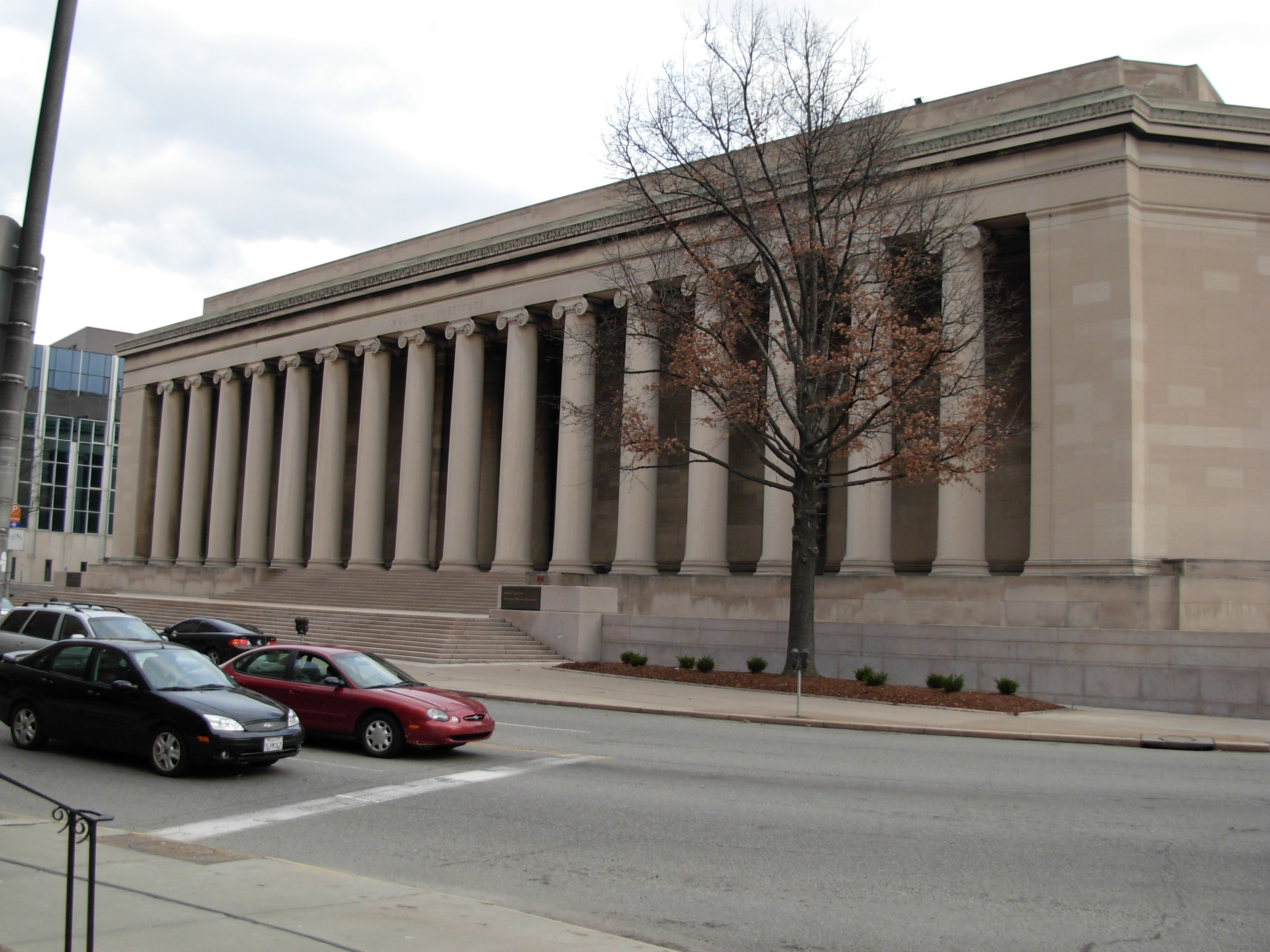
Mellon Institute of Industrial Research

Roku 1913 založil Andrew Mellon se svým bratrem Richardem na památku jejich otce "Mellon Institute of Industrial Research" při University of Pittsburgh. Ten později splynul s Carnegie Institute of Technology jako Carnegie Mellon University a Mellon zastával funkci rektora. Pittsburské univerzitě během života celkem daroval kolem 43 mil. dolarů. Během první světové války podporoval americký Červený kříž, National War Council of the Y.M.C.A., Pennsylvania State Council of National Defense a National Research Council of Washington.
Roku 1937 věnoval svou sbírku umění, jejíž hodnota činila odhadem 40 mil. dolarů, a dalších 10 mil. dolarů na stavbu budovy a inicioval založení Národní galerie umění ve Washingtonu.

### Andrew W. Mellon Foundation
Roku 1969 založili jeho potomci Paul Mellon a Ailsa Mellon-Bruce Mellonovu nadaci, když sloučili své vlastní nadace Avalon Foundation a the Old Dominion Foundation. Mellonova nadace sídlí v budově Bollingen Foundation v New York City, kterou založil jejich otec.
Andrew W. Mellon Foundation je 20. nejbohatší nadace ve světě. Disponuje majetkem ve výši 5-6 miliard dolarů a ročně z něj uděluje granty v hodnotě 300 mil. dolarů. Předmětem její podpory je vysokoškolské vzdělání v humanitních oborech, v knihovnictví, sdílení vzdělanosti a informačních technologiích, dále muzea a ochrana kulturního dědictví, živé umění a životní prostředí. Od roku 2007 tato nadace financovala pilotní projekty, které se soustředily na digitalizaci a sdílení informací o uměleckých dílech (Raphael Research Resource, The Rembrandt Database nebo Cranach digital archive).